# Ladislau Kubala
Ladislao Kubala (n. 10 iunie 1927, Budapesta, Ungaria – d. 17 mai 2002, Barcelona, Spania) a fost un fotbalist și antrenor de fotbal maghiar. A jucat la cinci echipe naționale.